# Chênois Genève Volleyball 2018-2019
Questa voce raccoglie le informazioni riguardanti lo Chênois Genève Volleyball nella stagione 2018-2019.

## Organigramma societario
Area direttiva
- Presidente: Philippe Tischhauser
- Manager: Michel Lamas

Area tecnica
- Allenatore: Carlos Carreño
- Secondo allenatore: Fahed El Bahri, Michel Lamas, Olivier Huber
- Scoutman: Margot Blazy

Area sanitaria
- Fisioterapista: Mathieu Suzineau, Léo Perez, Julie Sharaiha

## Rosa
| N° | Nome               | Ruolo | Data di nascita   | Nazionalità sportiva |
| -- | ------------------ | ----- | ----------------- | -------------------- |
| 1  | Enes Duštinac      | C     | 5 febbraio 1992   | Serbia               |
| 2  | Robin Rey          | P     | 3 febbraio 1997   | Svizzera             |
| 4  | Antonio dos Santos | O     | 3 gennaio 1999    | Svizzera             |
| 5  | Stepan Abramov     | C     | 19 gennaio 1988   | Svizzera             |
| 7  | Luka Babić         | O     | 7 luglio 1994     | Montenegro           |
| 8  | Quentin Zeller     | S     | 29 marzo 1994     | Svizzera             |
| 9  | Luka Šormaz        | P     | 7 giugno 1989     | Bosnia ed Erzegovina |
| 10 | Yann Prönnecke     | L     | 21 aprile 1996    | Svizzera             |
| 14 | Théo Viron         | S     | 15 settembre 1990 | Francia              |
| 15 | Ruï dos Santos     | C     | 24 marzo 1984     | Portogallo           |
| 17 | Denis Abramov      | S     | 28 ottobre 1999   | Svizzera             |
| 18 | Milorad Kapur      | L     | 5 marzo 1991      | Serbia               |

## Statistiche

### Statistiche dei giocatori
| Giocatore     | Challenge Cup | Challenge Cup | Challenge Cup | Challenge Cup | Challenge Cup |
| Giocatore     | P             | PT            | AV            | MV            | BV            |
| ------------- | ------------- | ------------- | ------------- | ------------- | ------------- |
| D. Abramov    | 1             | 3             | 2             | 1             | 0             |
| S. Abramov    | 1             | 0             | 0             | 0             | 0             |
| L. Babić      | 1             | 24            | 20            | 1             | 3             |
| A. dos Santos | 0             | 0             | 0             | 0             | 0             |
| R. dos Santos | 1             | 12            | 7             | 4             | 1             |
| E. Duštinac   | 1             | 12            | 8             | 2             | 2             |
| M. Kapur      | 1             | 0             | 0             | 0             | 0             |
| Y. Prönnecke  | 0             | 0             | 0             | 0             | 0             |
| R. Rey        | 0             | 0             | 0             | 0             | 0             |
| L. Šormaz     | 1             | 4             | 3             | 1             | 0             |
| T. Viron      | 1             | 1             | 1             | 0             | 0             |
| Q. Zeller     | 1             | 9             | 9             | 0             | 0             |

P = presenze; PT = punti totali; AV = attacchi vincenti; MV = muri vincenti; BV = battute vincenti

NB: Non sono disponibili i dati relativi alla Lega Nazionale A e alla Coppa di Svizzera e di conseguenza quelli totali